# Sto zamków Japonii

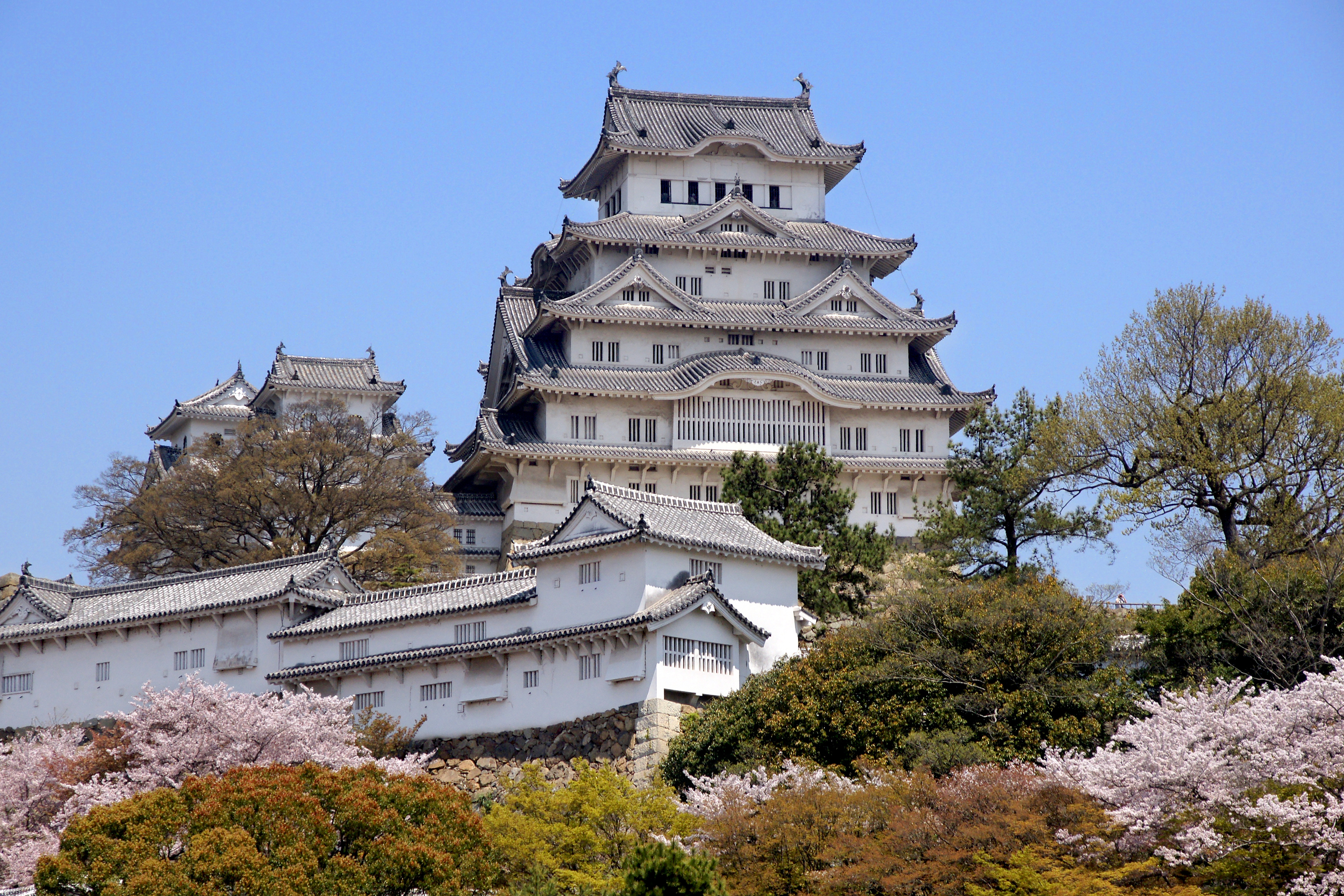
Zamek Himeji

Sto zamków Japonii (jap. 日本百名城 Nihon Hyaku-Meijō) – lista stu zabytkowych zamków Japonii utworzona w 2006 roku dla uczczenia 40. rocznicy powstania Stowarzyszenia Zamków Japońskich (jap. 日本城郭協会 Nihon Jōkaku Kyōkai).

## Wstęp
Projekt utworzenia listy powstał przy wsparciu Ministerstwa Edukacji, Kultury, Sportu, Nauki i Technologii oraz Agencji ds. Kultury. Celem akcji była promocja zamków Japonii. Każda z prefektur mogła nominować od 1 do 5 obiektów do wpisu na listę. Przy wyborze zamków brano pod uwagę ich znaczenie historyczne, kulturowe i regionalne. Wyboru dokonali eksperci skupieni w komitecie selekcyjnym. 
W 2017 roku, by uczcić 50. rocznicę powstania Stowarzyszenia Zamków Japońskich, do listy dodano kolejne 100 zamków.

## Lista zamków według położenia

### Hokkaido
| Nazwa                                                           | Prefektura | Miasto   | Rok ukończenia | Wybudowany przez  | Zdjęcie |
| --------------------------------------------------------------- | ---------- | -------- | -------------- | ----------------- | ------- |
| Nemuro hantō chashi ato-gun (b. forty Ajnów) 根室半島チャシ跡群 | Hokkaido   | Nemuro   | XVI-XVIII wiek | Ajnowie           |         |
| Goryōkaku 五稜郭                                                | Hokkaido   | Hakodate | 1864           | ród Tokugawa      |         |
| Zamek Matsumae 松前城                                           | Hokkaido   | Matsumae | 1606           | Takahiro Matsumae |         |

### Region Tōhoku
| Nazwa                          | Prefektura | Miasto         | Rok ukończenia         | Wybudowany przez                  | Zdjęcie |
| ------------------------------ | ---------- | -------------- | ---------------------- | --------------------------------- | ------- |
| Zamek Hirosaki 弘前城          | Aomori     | Hirosaki       | 1611                   | Tamenobu Tsugaru Nobuhira Tsugaru |         |
| Zamek Ne 根城                  | Aomori     | Hachinohe      | 1334                   | Moroyuki Nanbu                    |         |
| Zamek Morioka 盛岡城           | Iwate      | Morioka        | 1598                   | Nobunao Nanbu                     |         |
| Zamek Sendai 仙台城            | Miyagi     | Sendai         | 1601                   | Masamune Date                     |         |
| Zamek Taga 多賀城              | Miyagi     | Tagajō         | 724                    | Ōno no Azumabito                  |         |
| Zamek Kubota 久保田城          | Akita      | Akita          | 1603                   | Yoshinobu Satake                  |         |
| Zamek Yamagata 山形城          | Yamagata   | Yamagata       | 1356                   | Yoshiaki Mogami                   |         |
| Zamek Nihonmatsu 二本松城      | Fukushima  | Nihonmatsu     | okres Muromachi (1414) | Mitsuyasu Hatakeyama              |         |
| Zamek Aizuwakamatsu 会津若松城 | Fukushima  | Aizu-Wakamatsu | 1384                   | Naomori Ashina                    |         |
| Zamek Komine 小峰城            | Fukushima  | Shirakawa      | 1340                   | Chikatomo Yūki                    |         |

### Region Kantō
| Nazwa                   | Prefektura | Miasto   | Rok ukończenia | Wybudowany przez   | Zdjęcie |
| ----------------------- | ---------- | -------- | -------------- | ------------------ | ------- |
| Zamek Mito 水戸城       | Ibaraki    | Mito     | późny Heian    | Sukemoto Baba      |         |
| Banna-ji 鑁阿寺         | Tochigi    | Ashikaga | 1196           | Yoshiyasu Minamoto |         |
| Zamek Minowa 箕輪城     | Gunma      | Takasaki | XVI w.         | Naonari Nagano     |         |
| Zamek Kanayama 金山城   | Gunma      | Ōta      | 1469           | Iezumi Iwamatsu    |         |
| Zamek Hachigata 鉢形城  | Saitama    | Yorii    | 1476           | Kageharu Nagao     |         |
| Zamek Kawagoe 川越城    | Saitama    | Kawagoe  | 1457           | Mochitomo Uesugi   |         |
| Zamek Sakura 佐倉城     | Chiba      | Sakura   | Era Tenbun     | Chikamiki Kashima  |         |
| Zamek Edo 江戸城        | Tokyo      | Chiyoda  | 1457           | Dōkan Ōta          |         |
| Zamek Hachiōji 八王子城 | Tokyo      | Hachiōji | 1587           | Ujiteru Hōjō       |         |
| Zamek Odawara 小田原城  | Kanagawa   | Odawara  | 1633           | Yoriharu Ōmori     |         |

### Region Chūbu

#### Region Kōshin'etsu
| Nazwa                           | Prefektura | Miasto    | Rok ukończenia    | Wybudowany przez    | Zdjęcie |
| ------------------------------- | ---------- | --------- | ----------------- | ------------------- | ------- |
| Zamek Tsutsujigasaki 躑躅ヶ崎館 | Yamanashi  | Kōfu      | 1519              | Nobutora Takeda     |         |
| Zamek Kōfu 甲府城               | Yamanashi  | Kōfu      | 1583              | Ieyasu Tokugawa     |         |
| Zamek Matsushiro 松代城         | Nagano     | Nagano    | 1560              | Shingen Takeda      |         |
| Zamek Ueda 上田城               | Nagano     | Ueda      | 1583              | Masayuki Sanada     |         |
| Zamek Komoro 小諸城             | Nagano     | Komoro    | 1554              | Shingen Takeda      |         |
| Zamek Matsumoto 松本城          | Nagano     | Matsumoto | 1504              | Sadanaga Shimadachi |         |
| Zamek Takatō 高遠城             | Nagano     | Matsumoto | ?                 | ?                   |         |
| Zamek Shibata 新発田城          | Niigata    | Shibata   | 1654 (?)          | Klan Shibata (?)    |         |
| Zamek Kasugayama 春日山城       | Niigata    | Jōetsu    | Okres Nanboku-chō | Uesugi              |         |

#### Region Hokuriku
| Nazwa                     | Prefektura | Miasto   | Rok ukończenia    | Wybudowany przez     | Zdjęcie |
| ------------------------- | ---------- | -------- | ----------------- | -------------------- | ------- |
| Zamek Takaoka 高岡城      | Toyama     | Takaoka  | 1609              | Toshinaga Maeda      |         |
| Zamek Nanao 七尾城        | Ishikawa   | Nanao    | 1428~1429         | Mitsunori Hatakeyama |         |
| Zamek Kanazawa 金沢城     | Ishikawa   | Kanazawa | 1580              | Morimasa Sakuma      |         |
| Zamek Maruoka 丸岡城      | Fukui      | Sakai    | 1576              | Katsutoyo Shibata    |         |
| Zamek Ichijōdani 一乗谷城 | Fukui      | Fukui    | Okres Nanboku-chō | Ród Asakura          |         |

#### Region Tōkai
| Nazwa                     | Prefektura | Miasto    | Rok ukończenia | Wybudowany przez  | Zdjęcie |
| ------------------------- | ---------- | --------- | -------------- | ----------------- | ------- |
| Zamek Iwamura 岩村城      | Gifu       | Ena       | 1221           | Kagetomo Tōyama   |         |
| Zamek Gifu 岐阜城         | Gifu       | Gifu      | 1201           | Yukimasa Nikaidō  |         |
| Zamek Yamanaka 山中城     | Shizuoka   | Mishima   | 1570           | Ujiyasu Hōjō      |         |
| Zamek Sunpu 駿府城        | Shizuoka   | Shizuoka  | 1585           | Ieyasu Tokugawa   |         |
| Zamek Kakegawa 掛川城     | Shizuoka   | Kakegawa  | 1487           | Yasuhiro Asahina  |         |
| Zamek Inuyama 犬山城      | Aichi      | Inuyama   | 1469           | Hirochika Oda     |         |
| Zamek Nagoya 名古屋城     | Aichi      | Nagoya    | 1609           | Ieyasu Tokugawa   |         |
| Zamek Okazaki 岡崎城      | Aichi      | Okazaki   | 1452 (?)       | Klan Saigō        |         |
| Zamek Nagashino 長篠城    | Aichi      | Shinshiro | 1508           | Motonari Suganuma |         |
| Zamek Iga Ueno 伊賀上野城 | Mie        | Iga       | 1585           | Sadatsugu Tsutsui |         |
| Zamek Matsuzaka 松阪城    | Mie        | Matsusaka | 1588           | Ujisato Gamō      |         |

### Region Kansai
| Nazwa                   | Prefektura | Miasto          | Rok ukończenia | Wybudowany przez   | Zdjęcie |
| ----------------------- | ---------- | --------------- | -------------- | ------------------ | ------- |
| Zamek Odani 小谷城      | Shiga      | Kohoku          | 1516           | Sukemasa Azai      |         |
| Zamek Hikone 彦根城     | Shiga      | Hikone          | 1622           | Naokatsu Ii        |         |
| Zamek Azuchi 安土城     | Shiga      | Ōmihachiman     | 1576           | Nobunaga Oda       |         |
| Zamek Kannonji 観音寺城 | Shiga      | Ōmihachiman     | 1487           | Ujiyori Rokkaku    |         |
| Zamek Nijō 二条城       | Kioto      | Kioto           | 1603           | Ieyasu Tokugawa    |         |
| Zamek Ōsaka 大坂城      | Osaka      | Osaka           | 1583           | Hideyoshi Toyotomi |         |
| Zamek Chihaya 千早城    | Osaka      | Chihaya-Akasaka | 1332           | Masashige Kusunoki |         |
| Zamek Takeda 竹田城     | Hyōgo      | Asago           | 1431           | Sōzen Yamana       |         |
| Zamek Sasayama 篠山城   | Hyōgo      | Sasayama        | 1609           | Ieyasu Tokugawa    |         |
| Zamek Akashi 明石城     | Hyōgo      | Akashi          | 1618           | Tadazane Ogasawara |         |
| Zamek Himeji 姫路城     | Hyōgo      | Himeji          | 1346           | Sadanori Akamatsu  |         |
| Zamek Akō 赤穂城        | Hyōgo      | Akō             | 1483           | Mitsuhiro Oka      |         |
| Zamek Takatori 高取城   | Nara       | Takatori        | 1332           | Kunizumi Ochi      |         |
| Zamek Wakayama 和歌山城 | Wakayama   | Wakayama        | 1586           | Hidenaga Toyotomi  |         |

### Region Chūgoku
| Nazwa                             | Prefektura | Miasto    | Rok ukończenia | Wybudowany przez     | Zdjęcie |
| --------------------------------- | ---------- | --------- | -------------- | -------------------- | ------- |
| Zamek Tottori 鳥取城              | Tottori    | Tottori   | 1555           | Klan Yamana          |         |
| Zamek Matsue 松江城               | Shimane    | Matsue    | 1611           | Tadauji Horio        |         |
| Zamek Gassantoda 月山富田城       | Shimane    | Yasugi    | ok. 1185       | Yoshikiyo Sasaki (?) |         |
| Zamek Tsuwano 津和野城            | Shimane    | Tsuwano   | 1295           | Yoriyuki Yoshimi     |         |
| Zamek Tsuyama 津山城              | Okayama    | Tsuyama   | 1444           | Tadamasa Yamashina   |         |
| Zamek Bitchū Matsuyama 備中松山城 | Okayama    | Takahashi | 1240           | Shigenobu Akiba      |         |
| Zamek Ki 鬼ノ城                   | Okayama    | Sōja      | 663            | b.d.                 |         |
| Zamek Okayama 岡山城              | Okayama    | Okayama   | 1369           | Kazuwa Kōjiki (?)    |         |
| Zamek Fukuyama 福山城             | Hiroshima  | Fukuyama  | 1622           | Katsunari Mizuno     |         |
| Zamek Yoshida-Kōriyama 吉田郡山城 | Hiroshima  | Akitakata | 1336           | Tokichika Mōri       |         |
| Zamek Hiroshima 広島城            | Hiroshima  | Hiroshima | 1589           | Terumoto Mōri        |         |
| Zamek Iwakuni 岩国城              | Yamaguchi  | Iwakuni   | 1601           | Hiroie Kikkawa       |         |
| Zamek Hagi 萩城                   | Yamaguchi  | Hagi      | 1604           | Terumoto Mōri        |         |

### Region Sikoku
| Nazwa                  | Prefektura | Miasto    | Rok ukończenia  | Wybudowany przez    | Zdjęcie |
| ---------------------- | ---------- | --------- | --------------- | ------------------- | ------- |
| Zamek Tokushima 徳島城 | Tokushima  | Tokushima | 1585            | Iemasa Hachisuka    |         |
| Zamek Takamatsu 高松城 | Kagawa     | Takamatsu | 1590            | Chikamasa Ikoma     |         |
| Zamek Marugame 丸亀城  | Kagawa     | Marugame  | okres Muromachi | Motoyasu Nara       |         |
| Zamek Imabari 今治城   | Ehime      | Imabari   | 1602            | Takatora Tōdō       |         |
| Zamek Matsuyama 松山城 | Ehime      | Matsuyama | 1602            | Yoshiaki Katō       |         |
| Zamek Yuzuki 湯築城    | Ehime      | Matsuyama | XIV wiek        | Klan Kōno           |         |
| Zamek Ōzu 大洲城       | Ehime      | Ōzu       | 1331            | Toyofusa Utsunomiya |         |
| Zamek Uwajima 宇和島城 | Ehime      | Uwajima   | 941             | Tōyasu Tachibana    |         |
| Zamek Kōchi 高知城     | Kōchi      | Kōchi     | 1603            | Kazutoyo Yamauchi   |         |

### Region Kiusiu
| Nazwa                             | Prefektura | Miasto              | Rok ukończenia | Wybudowany przez    | Zdjęcie |
| --------------------------------- | ---------- | ------------------- | -------------- | ------------------- | ------- |
| Zamek Fukuoka 福岡城              | Fukuoka    | Fukuoka             | 1601           | Nagamasa Kuroda     |         |
| Zamek Ōno 大野城                  | Fukuoka    | Ōnojō               | (?)            | (?)                 |         |
| Zamek Nagoya 名護屋城             | Saga       | Karatsu             | 1591           | Hideyoshi Toyotomi  |         |
| Kompleks Yoshinogari 吉野ヶ里遺跡 | Saga       | Yoshinogari Kanzaki | okres Yayoi    | (?)                 |         |
| Zamek Saga 佐賀城                 | Saga       | Saga                | 1602           | Klan Nabeshima      |         |
| Zamek Hirado 平戸城               | Nagasaki   | Hirado              | 1599           | Shigenobu Matsuura  |         |
| Zamek Shimabara 島原城            | Nagasaki   | Shimabara           | 1624           | Shigemasa Matsukura |         |
| Zamek Kumamoto 熊本城             | Kumamoto   | Kumamoto            | 1467           | Hidenobu Ideta      |         |
| Zamek Hitoyoshi 人吉城            | Kumamoto   | Hitoyoshi           | Era Genkyū     | Sagara Nagayori     |         |
| Zamek Funai 府内城                | Ōita       | Ōita                | 1597           | Nagataka Fukuhara   |         |
| Zamek Oka 岡城                    | Ōita       | Taketa              | 1185           | Koreyoshi Ogata     |         |
| Zamek Obi 飫肥城                  | Miyazaki   | Nichinan            | okres Sengoku  | Klan Tsuchimochi    |         |
| Zamek Kagoshima 鹿児島城          | Kagoshima  | Kagoshima           | 1602           | Iehisa Shimazu      |         |

### Okinawa
| Nazwa                   | Prefektura | Miasto                    | Rok ukończenia  | Wybudowany przez    | Zdjęcie |
| ----------------------- | ---------- | ------------------------- | --------------- | ------------------- | ------- |
| Zamek Nakijin 今帰仁城  | Okinawa    | Nakijin                   | XIII wiek       | Wakugawa Aji        |         |
| Zamek Nakagusuku 中城城 | Okinawa    | Kitanakagusuku Nakagusuku | XIV wiek (?)    | Sachinakagusuku Aji |         |
| Zamek Shuri 首里城      | Okinawa    | Naha                      | okres Muromachi | Shō Hashi           |         |